# خورخورست (فين)
خورخورست (بالفارسية: خورخورست) هي قرية تقع في إيران في قسم فين الريفي. يقدر عدد سكانها بـ 36 نسمة بحسب إحصاء 2016.